# The Graphic Adventure Creator
The Graphic Adventure Creator, anche noto come GAC, è un software per lo sviluppo di videogiochi di avventura testuale senza necessità di conoscenza della programmazione, sviluppato da Sean Ellis e pubblicato nel 1985 per Amstrad CPC e nel 1986 per BBC Micro B, Commodore 64 e ZX Spectrum 48k dalla Incentive Software. Il titolo non fa riferimento alle avventure grafiche, ma alla possibilità di aggiungere illustrazioni grafiche non interattive. Il programma venne convertito anche per Acorn Electron con il titolo The Adventure Creator (AC), senza l'opzione della grafica. Di solito GAC fu apprezzato dalla critica dei suoi tempi, in tutte le versioni.

## Funzionalità

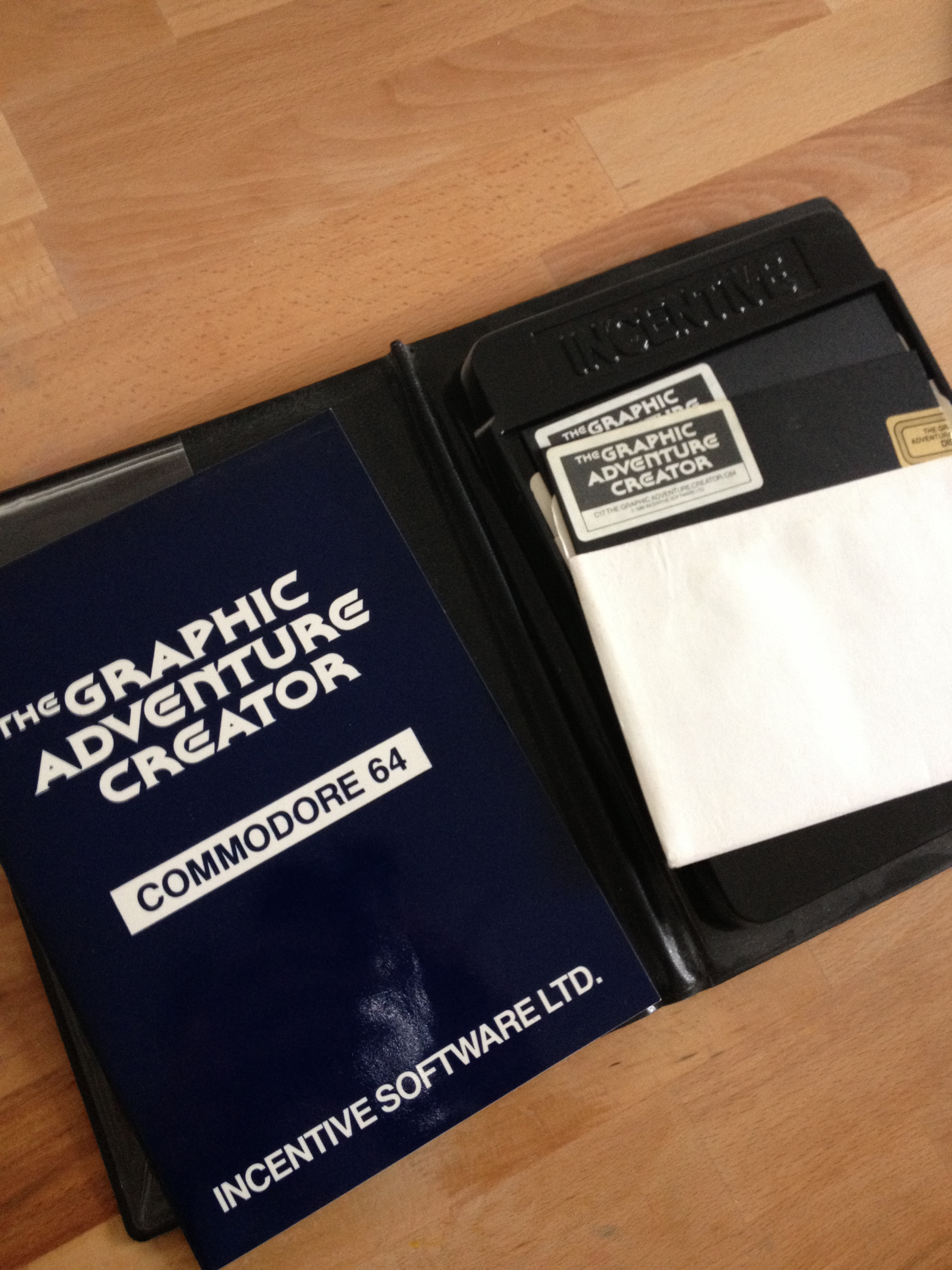
Confezione originale per Commodore 64

GAC permette di realizzare avventure testuali con comandi a frase intera, non limitata al solo binomio verbo/nome, e comprendente anche più comandi concatenati. Opzionalmente ai luoghi visitati dal giocatore si possono associare immagini, che occupano oltre metà dello schermo.
L'avventura si può salvare, su cassetta o dischetto a seconda della versione, come apposito file modificabile e collaudabile da GAC, oppure come eseguibile autonomo, che può essere giocato anche senza possedere GAC, ma non si può più riaprire per la modifica.
Il programma di sviluppo è costituito da menù e sottomenù testuali in inglese. Ci sono tre funzioni fondamentali: il vocabolario, dove si definiscono tutte le parole interpretabili nei comandi del gioco; i messaggi, dove si inseriscono tutti i testi che possono apparire a video; e le azioni, dove si definisce la logica che, in base ai comandi del giocatore, sceglie i messaggi, aggiorna le variabili, ecc. Oltre ai classici verbi e nomi si possono definire gli "avverbi", che in realtà possono rappresentare anche preposizioni, aggettivi o qualunque parola intermedia. Le eventuali abbreviazioni e sinonimi di parole vanno definiti a mano. La logica di gioco viene programmata testualmente con serie di istruzioni condizionali "if", a livello globale o di singola stanza. Sono disponibili varie condizioni e azioni predefinite, inoltre si può fare uso di numerose variabili di stato, di tipo contatore o "marker" booleano.
La memoria disponibile per l'avventura è piuttosto ridotta, intorno ai 24000 byte; a video sono mostrati i byte rimanenti, aggiornati man mano che l'utente crea i contenuti.
Il programma ha la capacità di comprimere il testo per risparmiare memoria, con un rendimento vicino al 45%; ad esempio la Incentive affermava di aver convertito la propria avventura Mountains of Ket da Spectrum ad Amstrad utilizzando GAC nel secondo caso, riducendo così la dimensione del programma dai 38 kB dell'originale a 15 kB nella versione Amstrad.
L'editor di immagini, raggiungibile dal menù, offre diverse funzioni, come il disegno di rettangoli ed ellissi e il riempimento di aree. Ogni immagine ha un massimo di quattro colori a scelta, che possono essere "retinati" combinandoli due a due, per un totale di dieci possibili colori e trame di riempimento (fa eccezione la versione Spectrum, dove si possono usare tutti gli otto colori della macchina). Si possono creare immagini "a specchio" o combinare elementi precedentemente definiti, ad esempio riutilizzare la stessa cornice in più immagini, o modificare una porta aperta/chiusa partendo dalla stessa immagine di una stanza. Con i cambi di colore si possono ottenere rudimentali animazioni, come luci lampeggianti. Le immagini sono memorizzate come una serie di operazioni, ottenendo un grosso risparmio di memoria rispetto a immagini raster; ad esempio in un'immagine a specchio generare la metà simmetrica consuma solo 3 byte.
Con il programma è inclusa un'avventura dimostrativa, King's Ransom, breve ma completamente dotata di immagini.
The Adventure Creator per Electron è sostanzialmente lo stesso programma, tranne che per l'assenza della parte grafica. È utilizzabile anche sul BBC Micro, sebbene per il BBC esista anche GAC. Le avventure create con uno dei due programmi sono compatibili con l'altro, se rientrano nei limiti di memoria.

## Programmi correlati
Nel 1987 la piccola azienda britannica The Essential Myth pubblicò GACPAC per ZX Spectrum, una raccolta di programmi di utilità associati a GAC. Offre diverse funzioni di compressione, ottimizzazione della velocità e altri ritocchi sui file di GAC. Ad esempio il risparmio di poche centinaia di byte, rimuovendo automaticamente le parole non utilizzate, per le memorie dell'epoca era significativo. Tra le altre funzioni, un editor di caratteri e un riconvertitore di avventure eseguibili in file modificabili.
Nel 1988 la Incentive pubblicò STAC o The Atari ST Adventure Creator per Atari ST, un ambiente di sviluppo di avventure simile a GAC, ma più evoluto, realizzato dallo stesso autore Sean Ellis.
La Incentive aveva anche in programma di realizzare un GAC II che avrebbe dato la possibilità di creare avventure teoricamente di qualunque dimensione, grazie al caricamento di nuove parti da disco. Tale seguito non è mai esistito, ma la suddetta funzione è presente in STAC.
Nel 1993 un gruppo ungherese pubblicò come freeware Adventure Building System, un programma di sviluppo di avventure per Commodore 16, che è ispirato alla versione di GAC per Commodore 64, e usa un linguaggio simile.

## Videogiochi pubblicati
Le avventure create con GAC (o AC) si possono pubblicare anche commercialmente, senza necessità di permesso o di pagamenti ai produttori del sistema di sviluppo, ma era richiesto che fosse esplicitamente accreditato che l'avventura è stata realizzata con GAC.
Sono note centinaia di avventure sviluppate con GAC e pubblicate, perlopiù per Amstrad, Commodore e Spectrum, spesso commercialmente, da produttori come Alternative Software, Dinamic Software o la stessa Incentive. Segue un elenco delle avventure commerciali più rilevanti.
- Book of the Dead
- Deadenders
- Don Quijote
- Dungeons, Amethysts, Alchemists 'n' Everythin'
- Escape from Khoshima
- Football Frenzy
- Frankenstein (esclusa la grafica[16])
- La guerra de las vajillas
- Imagination
- Karyssia: Queen of Diamonds
- The Legend of Apache Gold
- Life-Term
- Matt Lucas
- Megacorp
- Mountains of Ket
- Necris Dome
- Los pájaros de Bangkok
- S.M.A.S.H.E.D.
- Ship of Doom (solo riedizione della Incentive)
- Spy Trek
- Star Wreck
- Winter Wonderland
- Wiz-Biz